# 奥村鈴
奥村 鈴（おくむら りん、2000年1月1日 - ）は、日本の女子バスケットボール選手である。ポジションはポイントガード。Wリーグのプレステージ・インターナショナル アランマーレ所属。

## 来歴
広島県出身。
広島皆実高校、大阪体育大で全国大会を経験。
2022年、プレステージ・インターナショナル アランマーレにアーリーエントリーを経て加入。